# Cerapteryx sannio
Cerapteryx sannio är en fjärilsart som beskrevs av Stoll 1782. Cerapteryx sannio ingår i släktet Cerapteryx och familjen nattflyn. Inga underarter finns listade i Catalogue of Life.